# Le Client (film, 2016)
Pour les articles homonymes, voir Le Client.
Pour plus de détails, voir Fiche technique et Distribution.
Le Client (en persan : فروشنده, Forushande) est un film franco-iranien réalisé par Asghar Farhadi, sorti en 2016.
Il remporte l'Oscar du meilleur film en langue étrangère en 2017.

## Synopsis
Emad, professeur, et Rana forment un jeune couple qui prépare une représentation de la pièce de théâtre Mort d'un commis voyageur d'Arthur Miller. À la suite de travaux d'aménagement qui ont endommagé leur appartement, ils doivent déménager et, sur les conseils d'un ami, ils emménagent dans un nouvel appartement. Celui-ci était occupé précédemment par une prostituée ; la venue d'un ancien client va changer leurs vies...

## Fiche technique
- Titre original : Forushande (persan : فروشنده ; littéralement « le vendeur »)
- Titre français : Le Client
- Titre anglais international : The Salesman
- Réalisation : Asghar Farhadi
- Scénario : Asghar Farhadi
- Musique : Sattar Oraki (en)
- Photographie : Hossein Jafarian
- Montage : Hayedeh Safiyari
- Direction artistique : Keyvan Moghaddam
- Costumes : Sara Samiee
- Production : Asghar Farhadi et Alexandre Mallet-Guy, en coproduction avec Olivier Père
- Sociétés de production : Farhadi Film Production et Memento Films Production, en coproduction avec Arte France Cinéma
- Pays de production :  Iran,  France
- Langue originale : persan
- Genre : drame
- Durée : 125 minutes
- Format : couleur - 1,85:1
- Dates de sortie :
  - France : 21 mai 2016 (Festival de Cannes) ; 9 novembre 2016 (sortie nationale)
  - Iran : 31 août 2016
  - Suisse : 9 novembre 2016 (Suisse romande)

## Distribution
- Shahab Hosseini (VF : Francois Delaive) : Emad Etesami, professeur de lycée et acteur
- Taraneh Allidousti (VF : Nathalie Bienaimé) : Rana, actrice et femme d'Emad
- Babak Karimi : Babak, metteur en scène
- Farid Sajadhosseini : le client
- Mina Sadati (VF : Ethel Houbiers) : Sanam
- Maral Bani Adam : Kati
- Mehdi Koushki : Siavash
- Emad Emami : Ali
- Shirin Aghakashi (VF : Anne Plumet) : Esmat
- Mojtaba Pirzadeh : Madjid, gendre de Farid
- Sahra Asadollahi : Mojgan
- Ehteram Boroumand : Mme Shahnazari
- Sam Valipour : Sadra

## Accueil

### Accueil critique
L'accueil critique est légèrement positif : le site Allociné propose une moyenne des critiques presse de 3,4/5.
- Pour Pierre Murat de Télérama, Le Client est un film « malheureusement très artificiel (avec) une certaine lourdeur psychologique, des mouvements de caméra souvent approximatifs. [...] Le côté Pirandello (« à chacun sa vérité ») qu'a toujours apprécié le cinéaste, vire, ici, au mélo moralisateur. Tous les personnages semblent constamment jugés et jamais pardonnés [...] La sensibilité de Farhadi est devenue un système. On n'y croit plus. »[2].
- Pour Serge Kaganski des Inrockuptibles, le nouveau film d'Asghar Farhadi « est ainsi emblématique de la principale force de son cinéma : un récit extrêmement touffu, riche en fausses pistes, virages et retournements divers qui font passer les personnages par tout l’arc du bien et du mal. [...] La façon dont Farhadi déploie les multiples couches de son récit est assez prenante du strict point de vue dramaturgique. On ne sait pas toujours où le film nous emmène, on est happé par ses changements de direction et sur le qui-vive en attendant le prochain tournant. A travers ce récit s’élabore le portrait nuancé de bourgeois iraniens contemporains, très éloigné de l’image réductrice des couples avec la femme en tchador qu’on a parfois pour ce pays. [...] Le film explore aussi la question de l’honneur, du machisme culturel, de l’écart entre la loi de la pulsion et l’état de droit. [...] Il est dommage que la partie finale alourdisse le film par une situation à la fois pénible en soi, pesamment démonstrative et mécanique par son retournement binaire. »[3].

### Box-office
- France : 272 058 entrées[4]

## Distinctions

### Récompenses
- Festival de Cannes 2016 :
  - Prix d'interprétation masculine pour Shahab Hosseini
  - Prix du scénario pour Asghar Farhadi
- National Board of Review Awards 2016 : meilleur film en langue étrangère
- Oscars 2017 : meilleur film en langue étrangère

### Nominations et sélections
- Festival de Cannes 2016 : sélection officielle, en compétition pour la Palme d'or
- Golden Globes 2017 : meilleur film en langue étrangère
- BAFTA 2018 : British Academy Film Award du meilleur film en langue étrangère